# Pazifikation
Pazifikation (veraltet) oder  Pazifizierung (Latein pacificatio, pacificare; pazifizieren: Frieden herstellen, deutsch Befriedung) ist Friedensstiftung oder Zurückführung eines im Krieg oder Aufruhr befindlichen Landes in den Friedensstand.
Während des Zweiten Weltkriegs wurde das Wort in einer anderen Bedeutung verwendet: In der militärischen Fachsprache der Wehrmacht und in propagandistischen Darstellungen wurde „Pazifikation“ euphemistisch gebraucht, beispielsweise für die Zerstörung eines Dorfes und die anschließende Ermordung oder Vertreibung seiner Bewohner.